# Jeff Brown (hockey sur glace, 1966)
Pour les articles homonymes, voir Jeff Brown et Brown.
Jeff Brown (né le 30 avril 1966 à Ottawa dans la province d'Ontario au Canada) est un joueur professionnel canadien de hockey sur glace. Il évoluait au poste de défenseur.

## Biographie
Il a joué au niveau junior pour les Wolves de Sudbury dans la LHO. Après avoir réalisé 77 points en 68 parties à sa deuxième saison, il est choisi par les Nordiques de Québec au deuxième tour, en 36e position, lors du repêchage d'entrée dans la LNH 1984. À sa dernière saison, en 1985-1986, il réalise 50 points, dont 22 buts, en 45 parties et met la main sur le trophée Max-Kaminsky, qu'il partage avec Terry Carkner des Petes de Peterborough. Il est rappelé durant la saison par les Nordiques pour y faire ses débuts dans la LNH, le 2 février 1986 contre les Sabres de Buffalo, a joué 8 matchs pour 5 points durant cette saison.
À sa première saison professionnelle complète, il partage la saison 1986-1987 entre la LNH avec les Nordiques et la LAH avec l'Express de Fredericton, équipe affiliée aux Nordiques. Il devient un joueur régulier avec les Nordiques à partir de la saison 1987-1988, où il réalise 53 points en 78 parties. Le 13 décembre 1989, il est échangé aux Blues de Saint-Louis contre Tony Hrkac et Greg Millen.
Sous le chandail des Blues, il réalise sa meilleure saison en termes de points en 1992-1993, alors qu'il réalise 78 points, dont 25 buts, en 71 parties. La saison suivante, le 21 mars 1994, il est échangé avec Bret Hedican et Nathan LaFayette aux Canucks de Vancouver contre Craig Janney. Quelques mois plus tard, il aide les Canucks à atteindre la finale de la Coupe Stanley, qui sera perdue face aux Rangers de New York.
Le 19 décembre 1995, il est échangé aux Whalers de Hartford avec un choix de repêchage contre Jim Dowd, František Kučera et un choix de deuxième tour pour 1997. Il ne joue qu'un seul match en 1996-1997 ; blessé au dos lors du premier match de la saison, il doit subir une opération qui doit lui faire manquer le restant de la saison. Il suit par la suite la franchise qui déménage en Caroline du Nord pour devenir les Hurricanes de la Caroline.
Les problèmes de santé persistent dans le cas de Brown. En décembre 1997, alors que les Hurricanes jouent contre les Capitals de Washington, il subit une entaille au tibia à cause d'un patin d'un joueur des Capitals. Il retourne cependant au jeu lors de ce match après que les médecins de l'équipe eurent traité sa blessure et cousu le tout. Le 2 janvier suivant, il est échangé aux Maple Leafs de Toronto. Il s'avère que sa blessure ne se guérit pas bien, et Brown commence à avoir de sévères frissons et tombe malade. Après un match le 9 janvier, Les thérapeutes des Maple Leafs constatent que la cicatrice de Brown s'est infecté au point d'être rendu sur d'autres parties du corps. Conduit d'urgence à l'hôpital, il doit subir une chirurgie dans lequel une bactérie mangeuse de chair a été détectée dans la jambe de Brown et qui aurait pu lui coûter la vie. Il ne retourne au jeu qu'un mois plus tard, le 4 février. 
Le 24 mars, il est encore une fois échangé, aux Capitals de Washington, contre Sylvain Côté. Son équipe atteint la finale de la Coupe Stanley, mais Brown ne joue que 2 parties durant les séries éliminatoires, toutes lors de la finale. Il se retire au terme de la saison.
Il se retire avec 747 parties dans la LNH et 585 points inscrits en saison régulière, et 65 points en 87 matchs lors des matchs éliminatoires. De ses 154 buts marqués en carrière, la majorité de ces buts (80) ont été marqués en supériorité numérique.

## Vie personnelle
Son fils Logan Brown est également joueur de hockey et est un choix de premier tour des Sénateurs d'Ottawa au 2016.

## Statistiques

### En club
| Saison     | Équipe                    | Ligue      |     | Saison régulière | Saison régulière | Saison régulière | Saison régulière | Saison régulière |    | Séries éliminatoires | Séries éliminatoires | Séries éliminatoires | Séries éliminatoires | Séries éliminatoires |
| Saison     | Équipe                    | Ligue      | PJ  | B                | A                | Pts              | Pun              | PJ               | B  | A                    | Pts                  | Pun                  |                      |                      |
| 1982-1983  | Wolves de Sudbury         | LHO        | 65  | 9                | 37               | 46               | 39               | -                | -  | -                    | -                    | -                    |                      |                      |
| 1983-1984  | Wolves de Sudbury         | LHO        | 68  | 17               | 60               | 77               | 39               | -                | -  | -                    | -                    | -                    |                      |                      |
| 1984-1985  | Wolves de Sudbury         | LHO        | 56  | 16               | 48               | 64               | 26               | -                | -  | -                    | -                    | -                    |                      |                      |
| 1985-1986  | Wolves de Sudbury         | LHO        | 45  | 22               | 28               | 50               | 24               | 4                | 0  | 2                    | 2                    | 11                   |                      |                      |
| 1985-1986  | Nordiques de Québec       | LNH        | 8   | 3                | 2                | 5                | 6                | 1                | 0  | 0                    | 0                    | 0                    |                      |                      |
| 1985-1986  | Express de Fredericton    | LAH        | -   | -                | -                | -                | -                | 1                | 0  | 1                    | 1                    | 0                    |                      |                      |
| 1986-1987  | Express de Fredericton    | LAH        | 26  | 2                | 14               | 16               | 16               | -                | -  | -                    | -                    | -                    |                      |                      |
| 1986-1987  | Nordiques de Québec       | LNH        | 44  | 7                | 22               | 29               | 16               | 13               | 3  | 3                    | 6                    | 2                    |                      |                      |
| 1987-1988  | Nordiques de Québec       | LNH        | 78  | 16               | 37               | 53               | 64               | -                | -  | -                    | -                    | -                    |                      |                      |
| 1988-1989  | Nordiques de Québec       | LNH        | 78  | 21               | 47               | 68               | 62               | -                | -  | -                    | -                    | -                    |                      |                      |
| 1989-1990  | Nordiques de Québec       | LNH        | 29  | 6                | 10               | 16               | 18               | -                | -  | -                    | -                    | -                    |                      |                      |
| 1989-1990  | Blues de Saint-Louis      | LNH        | 48  | 10               | 28               | 38               | 37               | 12               | 2  | 10                   | 12                   | 4                    |                      |                      |
| 1990-1991  | Blues de Saint-Louis      | LNH        | 67  | 12               | 47               | 59               | 39               | 13               | 3  | 9                    | 12                   | 6                    |                      |                      |
| 1991-1992  | Blues de Saint-Louis      | LNH        | 80  | 20               | 39               | 59               | 38               | 6                | 2  | 1                    | 3                    | 2                    |                      |                      |
| 1992-1993  | Blues de Saint-Louis      | LNH        | 71  | 25               | 53               | 78               | 58               | 11               | 3  | 8                    | 11                   | 6                    |                      |                      |
| 1993-1994  | Blues de Saint-Louis      | LNH        | 63  | 13               | 47               | 60               | 46               | -                | -  | -                    | -                    | -                    |                      |                      |
| 1993-1994  | Canucks de Vancouver      | LNH        | 11  | 1                | 5                | 6                | 10               | 24               | 6  | 9                    | 15                   | 37                   |                      |                      |
| 1994-1995  | Canucks de Vancouver      | LNH        | 33  | 8                | 23               | 31               | 16               | 5                | 1  | 3                    | 4                    | 2                    |                      |                      |
| 1995-1996  | Canucks de Vancouver      | LNH        | 28  | 1                | 16               | 17               | 18               | -                | -  | -                    | -                    | -                    |                      |                      |
| 1995-1996  | Whalers de Hartford       | LNH        | 48  | 7                | 31               | 38               | 38               | -                | -  | -                    | -                    | -                    |                      |                      |
| 1996-1997  | Whalers de Hartford       | LNH        | 1   | 0                | 0                | 0                | 0                | -                | -  | -                    | -                    | -                    |                      |                      |
| 1997-1998  | Hurricanes de la Caroline | LNH        | 32  | 3                | 10               | 13               | 16               | -                | -  | -                    | -                    | -                    |                      |                      |
| 1997-1998  | Maple Leafs de Toronto    | LNH        | 19  | 1                | 8                | 9                | 10               | -                | -  | -                    | -                    | -                    |                      |                      |
| 1997-1998  | Capitals de Washington    | LNH        | 9   | 0                | 6                | 6                | 6                | 2                | 0  | 2                    | 2                    | 0                    |                      |                      |
| Totaux LNH | Totaux LNH                | Totaux LNH | 747 | 154              | 431              | 585              | 498              | 87               | 20 | 45                   | 65                   | 59                   |                      |                      |

## Trophées et honneurs personnels
- 1985-1986 :
  - nommé dans la première équipe d'étoiles de la LHO.
  - remporte le trophée Max-Kaminsky du meilleur défenseur de la LHO.